# Vedtagelse
Vedtagelse af noget, er  det endeligt at vælge en bestemt løsning på et problem, normalt gennem forhandling, afstemning o.l. i en gruppe; eks.:  vedtagelsen af loven trak i langdrag.
I jura betyder  det f.eks. at gå med til at lade sig idømme en bøde.
| Sprog | Spire Denne artikel om sprog er en spire som bør udbygges. Du er velkommen til at hjælpe Wikipedia ved at udvide den. |